# Маноліс Сіопіс
Маноліс Сіопіс (грец. Μανώλης Σιώπης; нар. 14 травня 1994, Тихеро, Греція) — грецький футболіст, опорний півзахисник «Панатінаїкоса» та національної збірної Греції.

## Ігрова кар'єра

### Клубна
У 14 років Маноліс Сіопіс приєднався до молодіжної команди клубу «Олімпіакос». З 2013 року футболіста почали залучати до тренувань першої команди. Але пробитися до основи у Сіопіса не було шансів і сезон він провів в оренді в клубі «Платаніас».
У 2014 році футболіст перейшов до клубу «Паніоніос» і в сезоні 2015/16 фанати клубу визнали Сіопіса найціннішим гравцем клубу в сезоні. По завершенню сезону 2016/17 контракт Сіопіса з клубом завершувався і в зимку 2017 року футболіст повернувся до «Олімпіакоса», якому належали 30 % прав на гравця. Але знову в основі півзахисник провів лише один матч, а решту сезону грав в оренді в клубі «Паніоніос». У складі «Олімпіакоса» Сіопіс дебютував у єволкубках, зігравши два матчі у кваліфікації Ліги чемпіонів.
Провівши ще один сезон у Греції у складі «Аріса», надалі Сіопіс відправився до Туреччини, де у складі «Трабзонспора» став чемпіоном країни та виграв Суперкубок Туреччини.
У серпні 2023 року Сіопіс підписав трирічний контракт з валлійським клубом «Кардіфф Сіті», який виступає у англійському Чемпіоншипі.
31 січня 2025 року повернувся до Греції, підписавши контракт на два з половиною роки з «Панатінаїкосом».

### Збірна
Маноліс Сіопіс з 2010 року виступав за юнацькі збірні Греції. 30 травня 2019 року у товариському матчі проти команди Туреччини Сіопіс дебютував у національній збірній Греції.

## Титули
Трабзонспор
Чемпіон Туреччини: 2021/22
 Переможець Суперкубка Туреччини: 2022